# Цзинлэ
Цзинлэ́ (кит. упр. 静乐, пиньинь Jìnglè) — уезд городского округа Синьчжоу провинции Шаньси (КНР).

## История
Во времена империи Западная Хань эти земли входили в состав уезда Фэньян (汾阳县). При империи Западная Цзинь был создан уезд Саньдуй (三堆县), который при империи Северная Вэй в 446 году был присоединён к уезду Пинкоу (平寇县).
При империи Суй в 583 году в посёлок Саньдуй переехало правление уезда Кэлань (岢岚县). В 598 году уезд был переименован в Фэньюань (汾源县), а в 608 году — в Цзинлэ. При империи Тан в 621 году из уезда Цзинлэ был выделен уезд Фэнжунь (丰润县), который в 622 году был присоединён к уезду Ифан (宜芳县). В конце империи Тан из уезда Цзинлэ был выделен уезд Сюаньчи (玄池县); при империи Сун в 1006 году уезд Сюаньчи был вновь присоединён к уезду Цзинлэ. Во времена монгольского правления уезд был расформирован, и территория перешла под непосредственное управление властей области Гуаньчжоу (管州). При империи Мин в 1370 году была расформирована область Гуаньчжоу и восстановлен уезд Цзинлэ.
В 1949 году был образован Специальный район Синьсянь (忻县专区), и уезд вошёл в его состав. В 1958 году Специальный район Синьсянь и Специальный район Ябэй (雁北专区) были объединены в Специальный район Цзиньбэй (晋北专区); при этом к уезду Цзинлэ был присоединён уезд Ланьсянь. В 1961 году Специальный район Цзиньбэй был вновь разделён на Специальный район Ябэй и Специальный район Синьсянь, и уезд снова оказался в составе Специального района Синьсянь, при этом из него был вновь выделен уезд Ланьсянь.
В 1967 году Специальный район Синьсянь был переименован в Округ Синьсянь (忻县地区). В 1983 году Округ Синьсянь был переименован в Округ Синьчжоу (忻州地区).
В 2000 году постановлением Госсовета КНР были расформированы округ Синьчжоу и городской уезд Синьчжоу, и создан городской округ Синьчжоу.

## Административное деление
Уезд делится на 4 посёлка и 10 волостей.